# Ocupació borbònica de Mallorca

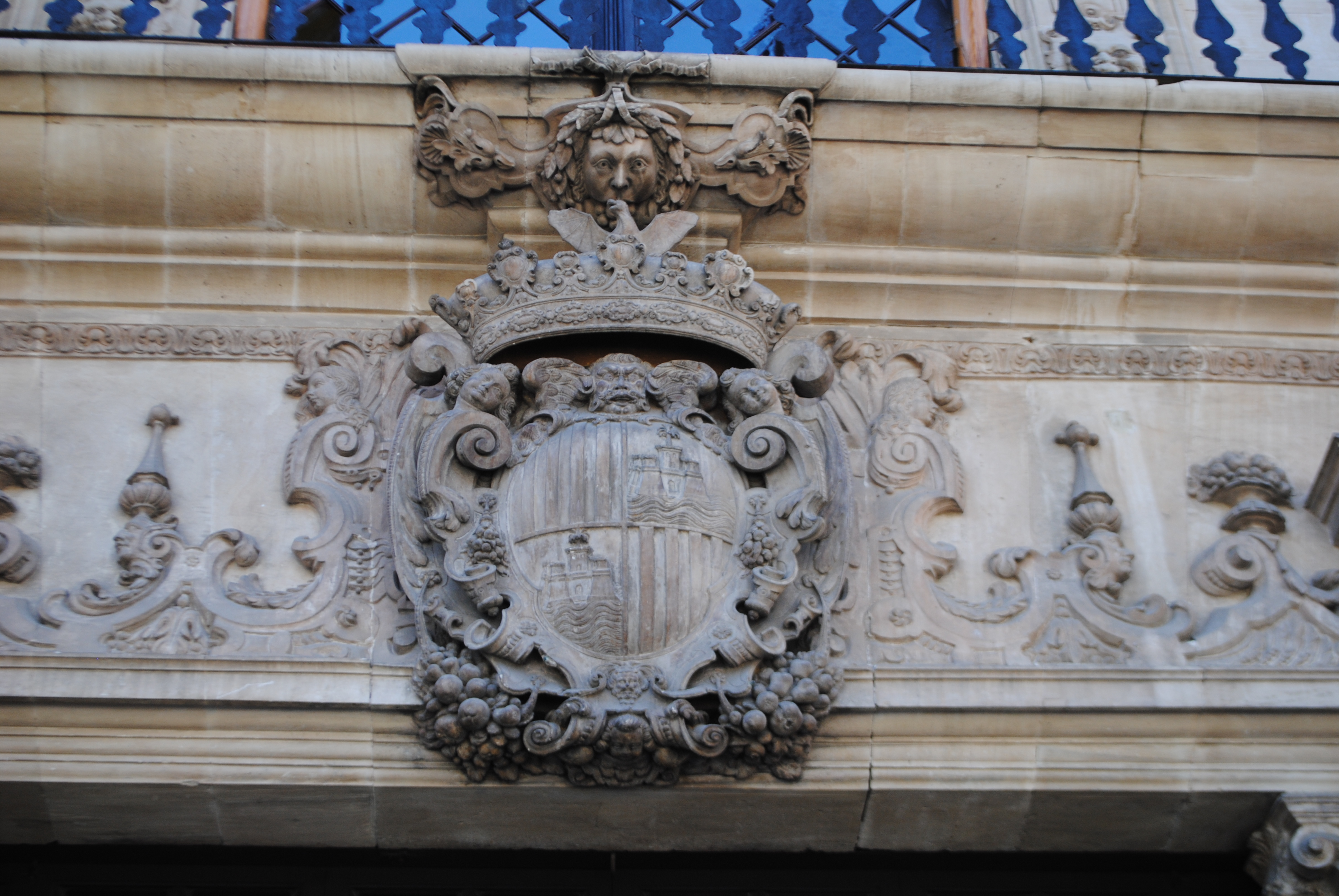
Escut de la ciutat de Mallorca a la façana de Cort, edifici construït entre 1649 i 1680

Un cop caiguda Barcelona l'únic territori de la Corona d'Aragó no controlat per Felip V eren les Illes Balears. Les estratègies negociadores dels austríacs i anglesos es movien entorn de diversos eixos. Els austríacs pretenien jugar al seu favor la continuïtat de la resistència mallorquina (per això hi enviaren reforços militars), mentre que els anglesos mantenien una posició dirigida a afavorir els avantatges obtenguts i obtenir-ne de nous.

## Primer intent de rendició
Sembla que Berwick envià un petit estol de vaixells per tal de provocar un aixecament filipista a Mallorca. Desembarcà un missatger que lliurà al virrei la intimació a la rendició. El marquès de Rubí va rebutjar la proposta (en aquesta negociació se li va fer una oferta personal de cent mil escuts, le dernier moyen segons un document de l'època, que no va obtenir cap resultat).
Davant el fracàs de l'intent de forçar la rendició es començà a preparar a Barcelona l'expedició de conquesta. La possibilitat que es produís un acord entre el marquès de Rubí i l'almirall britànic de Menorca Wishart preocupava als francesos. Des de Versalles es comunicà a Felip V que si Anglaterra donava suport a Mallorca l'expedició seria dificultosa.

## Activitat de reforç de la defensa de Mallorca
Mentrestant, l'emperador envià un contingent militar des de Nàpols. 2.225 soldats (1.200 d'ells alemanys) amb set canons, sis-cents bótes de pólvora, bales, granades i altres materials desembarcaren a la ciutat de Mallorca el 2 de febrer de 1715. Aquest fet generà a l'illa una impressió que existia un propòsit de conservar Mallorca i Eivissa.
L'activitat defensiva s'intensificà. S'esbucaren els edificis davant les portes de la ciutat, s'artillaren Santa Ponça i altres cales i es destacà una companyia d'alemanys a Alcúdia. Les milícies de la Part Forana s'organitzaren Felanitx-Campos, Manacor, Petra, Artà, Santa Margalida, Llucmajor, sa Pobla-Muro, Sóller-Valldemossa, Calvià-Andratx, Esporles-Bunyola, Alaró-Binissalem-Santa Maria del Camí. Amb refugiats peninsulars es varen constituir diverses unitats, entre elles el batalló del marquès de Rubí.
En aquest clima de confiança amb l'esforç austríac i la col·laboració anglesa, hàbilment gestionat pel marquès de Rubí, el 16 de març s'iniciaren les obres de terraplenat de la Porta de Jesús, participant-hi el marquès de Rubí, els jurats, cavallers i una gran multitud. El migdia comparegué una companyia de dones amb tambor i bandera.

## La mediació anglesa
En aquestes circumstàncies, Anglaterra llançà una proposta de mediació entre Madrid-París i Viena. El 20 de febrer l'emperador s'adreçà al marquès de Rubí amb una carta en la qual donava per perduda Mallorca i on sols preveia l'assistència militar anglesa com una mesura per afavorir la millor capitulació, mentre que si no hi havia suport anglès s'indicava clar i ras que no hi havia d'haver resistència. L'emperador fins i tot comunicava al virrei que havia demanat als anglesos mediació per obtenir la més honrada capitulació possible a favor d'aquests súbdits, guarnició i espanyols refugiats.
L'ambaixador de Felip V a Londres comunicava el 18 de març la proposta a l'emperador, efectuada pel ministre anglès a Viena, de mediar perquè l'illa de Mallorca "es restituís al Rei d'Espanya sense força d'armes". Anglaterra pretenia obtenir amb aquesta mediació una satisfacció dels seus interessos pendents, en especial els comercials. Un cop acceptada la mediació anglesa, els representants de Felip V, del seu avi Lluís XIV i del rei de la Gran Bretanya es reuniren a París per acordar els termes de la rendició de Mallorca i Eivissa. El projecte d'acord va ser remès a Londres, París, Viena i Madrid a finals de maig. Però tot aquest procés va restar interromput pel fet de salpar la flota filipista de Barcelona, l'onze de juny, amb la intenció d'ocupar militarment les illes.

## Arribada de l'estol filipista

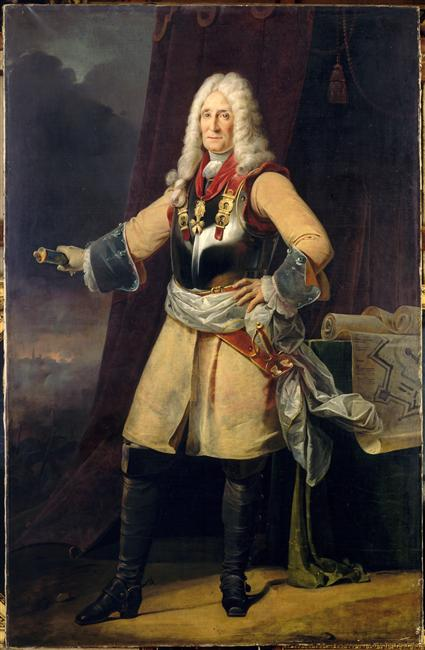
Claude François Bidal, marquès d'Asfeld

El 13 de juny la torre de Banyalbufar comunicà el pas d'una flota en direcció a la badia de la ciutat. Era la flota de Felip V comandada per François Bidal d'Asfeld. Josep Antoni de Rubí i de Boixadors ignorava la ruptura de la conferència de París, però era conscient de la importància de la defensa per a qualsevol capitulació o futures conversacions.
Rubí col·locà a Santa Ponça el batalló marquès de Rubí i un destacament alemany. Aquestes tropes impediren el desembarc de l'esquadra en aquell lloc. Rubí envià el batalló de la Universitat a Llucmajor i reforçà amb 100 alemanys la dotació d'Alcúdia. Mentrestant la flota borbònica va anar cap al llevant de l'illa i desembarcà el dia 15 a Cala Llonga (Felanitx), acabant l'operació el dia 16.

## Moviments de les tropes a Mallorca
Rubí el mateix dia 15 ordenà el retorn del batalló marquès de Rubí a la ciutat i, amb una unitat de cavalleria, l'envià cap Alcúdia, destacant 100 homes a la possessió de Manresa i 100 a Alcanada. Però el 16, assabentats del desembarc a Felanitx el batalló de la Universitat en marxa de Llucmajor a Felanitx, retorna a la ciutat de Mallorca, i el mateix fa el coronell Rhor amb les forces d'Alcúdia, amb la finalitat de concentrar la defensa a la ciutat i també per poder fer front a una possible revolta de la població, ara assabentada de la utilització del regne com a peça d'intercanvi austríac i anglès en la conferència de París.
D'Asfeld es dirigí contra Alcúdia i hi arribà el dia 19. La guarnició i la ciutat varen renunciar a la defensa i establiren converses amb l'exèrcit d'ocupació. La capitulació va ser acordada respectant vides i hisendes, i condicionant la resta al que es pogués negociar a la ciutat de Mallorca.

## Posició del Gran i General Consell
Rubí havia informat el Gran i General Consell de la mediació d'Anglaterra i de la conferència de París (ell des del febrer coneixia la intenció austríaca de no oposar resistència ferma a l'exèrcit borbònic). Alhora defensà la conveniència de resistir per obtenir avantatges en cas d'evacuació i sol·licità suport econòmic. Reclamà als anglesos de Menorca un suport per fer que els mallorquins es mantenguessin al seu costat. Per això, l'agent britànic Forbes, amb dues naus, ancorà davant la ciutat de Mallorca per tranquil·litzar la població. Mallorca havia estat totalment abandonada a la seva sort i no hi havia cap intenció austríaca o anglesa d'evitar la capitulació.
El Gran i General Consell, reunit el 17 i 18 de juny, va reconèixer la situació de desempar en què es trobava el regne de banda del que fins ara havien considerat el seu rei. Els jurats, però, adquiriren una clara noció que sols mostrant una decisió de resistència podrien obtenir algunes concessions en el moment de retirada de la tropa comandada per Rubí. Els jurats eren coneixedors de l'estratègia de Rubí de preparar l'evacuació seva i de la guarnició, per això eludiren el lliurament de recursos econòmics i tractaren de deixar sota el seu comandament les milícies del país.
La població en conèixer la situació de desempar front a l'exèrcit borbònic restà en un estat de confusió, barrejat amb moments de pànic davant la difusió de notícies sobre una pretesa intenció d'Asfeld d'arribar a un acord unilateral amb el marquès de Rubí i arrasar la ciutat.
El dia 21 Rubí comunicà al Consell l'extrema gravetat de la situació, demanant-li que expressàs la seva opinió sobre la resistència o capitulació de la plaça. Aquesta petició també la va traslladar al bisbe i la Inquisició. El bisbe demanava una capitulació negociada per evitar el rigor d'una temerària resistència. Més o menys el mateix varen indicar els inquisidors. Davant això el Gran i General Consell va considerar que un cop els recursos econòmics i materials s'havien esgotat i sense existir cap esperança d'un pròxim socors, tal com els havia indicat el virrei, sent evident que cap defensa evitaria la desolació de la ciutat, era pertinent demanar a Rubí la suspensió de les hostilitats i que es limitàs a evitar desordres.
El dia 22 Rubí reuní el seu consell de guerra i acordà formalment dur a terme la capitulació. Amb això el Gran i General Consell, davant una situació desesperada, aprovava la rendició sense resistència, l'únic desenllaç possible davant la manca d'actuació en defensa del regne d'austríacs i anglesos.

## L'exèrcit borbònic davant les murades de Mallorca
Fins al dia 23 de juny l'exèrcit del borbó no arribà davant les murades de la ciutat, col·locant-se a la distància d'un tret de fusell i esperant que una revolta filipista retés la ciutat. En no produir-se aquesta revolta Asfeld va fer que la seva avantguarda s'acostàs a les murades de ponent, però l'artilleria l'obligà a replegar-se fins Son Sales.
Rubí, mentrestant, posà en marxa la negociació amb d'Asfeld, encaminada a assegurar l'evacuació de l'exèrcit imperial i els seus partidaris. El dia 28, en un intent de forçar solucions les forces d'ocupació s'acostaren a les murades provocant una sortida de contraatac per la Porta Pintada de dues companyies de granaders i tres-cents fusellers de muntanya, protegits per dos-cents trenta efectius de cavalleria. El contraatac va tenir èxit causant quatre-centes baixes a l'enemic i cent quaranta presoners.
Amb tot la negociació anava avançant, però per dos camins: el de Rubí i el seu exèrcit i el de la ciutat i Regne de Mallorca, amb l'illa d'Eivissa. Les capitulacions del Regne de Mallorca foren signades l'u de juliol de 1715 i no restava garantit més que el dret a les vides, honres i hisendes.

## Ocupació de la ciutat
Les tropes espanyoles i franceses ocuparen les portes del Moll i de Jesús el 3 de juliol i alhora es possessionaren dels castells de Bellver i de Sant Carles. Els jurats de la ciutat, amb el batalló de la Universitat i les milícies ocuparen els carrers per mantenir l'ordre. Asfeld fou rebut a la Porta de Jesús pels jurats i entrà a la ciutat de Mallorca el dia 11. Allà li foren lliurades les claus de la ciutat i a cavall es dirigí a la Seu, on s'entonà un Tedeum per la pau i l'adveniment de Felip V. Rubí, entretant, havia evacuat íntegra la seva tropa, amb les armes i altres provisions.